# Lý tính
Lý tính là một thuật ngữ dùng trong triết học và các khoa học khác về con người để chỉ các năng lực nhận thức của tâm thức con người. Nó miêu tả một sự nhìn thấy và nhìn nhận về tư duy hay khía cạnh tư duy, đặc biệt là tư duy trừu tượng, và khả năng tư duy trừu tượng - cái được cho là chỉ con người mới có. Khái niệm lý tính có liên quan đến ngôn ngữ, như thể hiện trong nghĩa của từ tương đương trong tiếng Hy Lạp "logos", từ này sau được dịch sang tiếng Latin thành "ratio" rồi sang tiếng Pháp thành "raison", từ đó phát sinh từ tiếng Anh "reason".
Có nhiều bất đồng giữa các trường phái triết học về bản chất và chức năng của lý tính, đặc biệt về các vấn đề:
- quan hệ của lý tính đối với các khái niệm có liên quan như ngôn ngữ, logic, ý thức.v.v...
- tầm quan trọng của nó trong việc giúp con người quyết định đúng sai.

Trong ngôn ngữ ngoài triết học, lý trí là từ rất gần nghĩa với lý tính và được dùng phổ biến hơn. Cả hai từ đều có nghĩa năng lực suy luận và phán đoán. Tuy nhiên, lý trí là nhận thức bằng khái niệm trên cơ sở xử lý chất liệu cảm tính do các tri giác cảm tính (sensatio) mang lại, và do đó không vượt ra ngoài phạm vi của kinh nghiệm. Còn lý tính vượt ra ngoài phạm vi của kinh nghiệm.
Lý trí thường được dùng khi mang ý nghĩa đối lập với tình cảm, ví dụ: "Anh ta là người sống thiên về lý trí hơn là tình cảm". Lý trí được đối với niềm tin khi muốn nói về sự đối lập giữa tư duy và cảm xúc. Còn lý tính được đối với niềm tin khi muốn nói về sự đối lập giữa tri giác chủ động và tri giác thụ động.
Tuy nhiên, đôi khi rất khó xác định sự khác biệt về ngữ nghĩa của hai từ này. Do đó, nhiều khi hai từ này được dùng tương đương nhau.

## Lý tính, chân lý và cảm xúc
Trong văn học, lý tính hay lý trí thường được đối lập với tình cảm, cảm xúc, ước muốn, nhu cầu, hay sự say mê. Những người khác lại coi lý trí như là một công cụ của những điều trên - công cụ để đạt được cái mà người ta muốn. Tuy nhiên, một số người có thể nói rằng các nhà triết học quan trọng trong lịch sử (ví dụ Plato, Rousseau, Hume, Nietzsche) đã kết hợp cả hai cách nhìn trên - làm cho tư duy dựa trên lý tính không chỉ là một công cụ của lòng ham muốn, mà còn là cái gì đó được mong muốn không chỉ vì tính hữu ích của nó trong việc thỏa mãn các ước muốn. Còn Schiller thì nói về việc "giáo dục các cảm xúc", đưa chúng đến chỗ hòa hợp với lý tính, một trạng thái của sự trưởng thành mà Schiller gọi là "tâm hồn đẹp" (Schöne Seele.)
Trong khi đó, đôi khi lý tính mâu thuẫn rõ ràng với một số mong muốn (thậm chí trong khi không mâu thuẫn với các mong muốn khác) và cho ta ấn tượng rằng lý tính tách rời với cảm xúc. Chỉ có trong con người, các lựa chọn đôi khi được thực hiện dựa trên một liên tưởng nhân tạo của các ý niệm thay cho một liên tưởng chưa bị kiểm soát của các kinh nghiệm thô. Kiểu liên tưởng này có "cảm giác" khác với khi ta bị chiếm lĩnh bởi một cảm xúc mạnh mẽ được hỗ trợ bởi "tình cảm" thô. Điều đối lập cũng rất đặc biệt: đôi khi ta cảm thấy một cảm xúc mạnh mẽ đã chiến thắng các lý luận của chúng ta một cách "phi lý" mặc dầu cảm xúc đó đã không còn luận cứ xác đáng nào; hoặc khi nó chưa kịp là chủ đề của tranh luận thì hành động đã xảy ra (chẳng hạn trong trường hợp phản xạ).
Câu hỏi lý tính có bị dẫn dắt bởi cảm xúc hay không là một câu hỏi quan trọng của các nhà triết học vì chúng ta đều xem lý tính là con đường dẫn đến chân lý, và ta coi chân lý là cái gì đó tồn tại ngoài ý thức của chúng ta. Nếu lý tính bị dẫn dắt bởi các cảm xúc, thì làm sao ta có thể biết được ta có đang tự lừa dối chính mình về chân lý hay không?

## Lý tính và đức tin
Trong thần học, lý tính, phân biệt với đức tin, là năng lực phê phán của con người đối với các chân lý tôn giáo trong khi phát kiến hoặc giải thích. Một số nhà bình luận đã cho rằng hầu như có thể định nghĩa văn minh phương Tây là sự thử nghiệm giới hạn của sự căng thẳng giữa lý tính (không được hỗ trợ) và đức tin trong lĩnh vực các chân lý được mặc khải - tóm tắt một cách hình tượng là giữa Jerusalem và Athens. Leo Strauss nói về một "phương Tây lớn hơn", bao gồm tất cả các khu vực chịu ảnh hưởng của tình trạng căng thẳng giữa chủ nghĩa duy lý Hy Lạp và mặc khải của các tôn giáo khởi nguồn từ Abraham, trong đó có cả các vùng đất Hồi giáo. Ông chịu ảnh hưởng lớn của nhà triết học Hồi giáo Al-Farabi. Để xem xét mức độ tham gia của triết học phương Đông vào tình trạng căng thẳng này, cách tốt nhất là xét xem pháp (dharma) hay đạo có tương đương với Tự nhiên (physis–Hy Lạp) hay không.
Các giới hạn của việc sử dụng lý tính tuỳ thuộc các giáo hội khác nhau đặt ra và tuỳ vào các thời kỳ tư tưởng. Nhìn chung, tôn giáo hiện đại có xu hướng chấp nhận lý tính ở một phạm vi rộng, nhưng vẫn giữ những chân lý tối thượng (siêu nhiên) của thần học trong giới hạn đức tin.
Về phê phán vị trí ưu việt của lý tính trong văn hóa phương Tây kể từ thời Phục Hưng, xem tác phẩm "Những đứa con hoang của Voltaire" (Voltaire's Bastards) của tác giả John Ralston Saul.